# Стельмах Олександр Анатолійович
Олекса́ндр Анато́лійович Сте́льмах (нар.16 березня 1981, с. Глинівці Андрушівського району Житомирської області — пом. 21 лютого 2022, Донецька область) — штаб-сержант Збройних сил України.

## Життєпис
Народився на Житомирщині. Служив у Збройних силах України. Штаб-сержант 6-ї роти 2-го батальйону 95-ї окремої десантно-штурмової бригади. Понад 20 років проходив військову службу в бригаді.
Загинув у зоні проведення ООС на Донеччині 21 лютого 2022 року під час артилерійського обстрілу, який вели російсько-окупаційні війська по позиціях 95-ї окремої десантно-штурмової бригади поблизу смт Зайцеве. Того самого дня зазнав поранень, несумісних з життям, і старший лейтенант Ігор Демидчук.
Похований 24 лютого 2022 року на Смолянському військовому кладовищі у Житомирі.

## Нагороди
- орден Данила Галицького (2022, посмертно) — за особисту мужність і самовіддані дії, виявлені у захисті державного суверенітету та територіальної цілісності України, вірність військовій присязі.